# Quake
Quake este un joc pentru PC de tip First-Person Shooter, lansat în anul 1996 de către id Software, creatorii lui Doom. A fost primul joc dintr-o celebră serie de jocuri pentru PC, care se numește de asemenea Quake.
Poate fi spus că primul Quake a împins majoritatea hardware-ului PC-urilor la limitele lor, datorită conținutului nemaivăzut până atunci pe care l-a oferit: 3D environment-uri texturate complexe, inamici modelați cu poligoane, care aveau o anumită inteligență, etc. Quake a fost capabil să umbrească aproape toate celelalte 3D-Shootere ale timpului, inclusiv Blood și Duke Nukem 3D, ambele fiind bazate pe cerințe 3D mai simple și personaje bazate pe sprite-uri. De fapt, operarea înceată a lui Quake pe majoritatea procesoarelor 486 datorită relativ slabului (în comparație cu Pentium 1) procesor floating-point integrat (CPU-rile 486SX nu erau deloc suportate deoarece nu conțineau un FPU) a pus mulți oameni să upgradeze la procesoarele Pentium, în timp ce excelenta performanță a lui Pentium Pro, împreună cu o placă grafică rapidă, a dus ca multe servere și workstation-uri de ultimă generație să fie folosite pentru a juca Quake. Mixtura sa de fantezie horror întunecată cu bine făcuta acțiune shooter 3D a fost o departajare majoră de celelalte jocuri, cu o temă mai puțin întunecată, ale timpului.
Coloana sonoră a fost compusă de către Nine Inch Nails, o trupă de rock industrial.
Quake, împreună cu cele trei continuări ale lui, Quake II, Quake III Arena și Quake 4, au vândut peste 4 milioane de copii. În 2005, s-a produs o versiune de Quake pentru telefoane mobile.

## Povestea jocului
Jucătorul ia rolul unui soldat cu numele nedezvăluit (mai târziu cunoscut ca Ranger în Quake III Arena) trimis într-un portal pentru a opri un inamic, cu nume de cod „Quake”. Guvernul a experimentat cu tehnologia de teleportare, și a creat un prototip funcțional numit „Slipgate”. Din păcate, un portal spre o dimensiune necunoscută a fost deschis, și grupări ucigașe încep să apară, omorând și furând cât de mult pot până la întoarcerea prin portal. O dată trimis prin portal, principalul obiectiv al jucătorului este să supraviețuiască și să localizeze ieșirea, prin care va trece în următorul nivel, în mod similar cu Doom.
Jocul are în jur de 28 de "nivele" separate, sau hărți, grupate în 4 episoade. Fiecare episod reprezintă câte o dimensiune individuală pe care jucătorul o poate accesa prin portaluri magice (în comparație cu tehnologicul „Slipgate”) care sunt descoperite de-a lungul jocului. La începutul fiecărui episod, jucătorul este plasat într-o bază militară futuristică și trebuie să găsească „Slipgate”-ul, care o să-l ducă într-un tărâm diferit. Variatele tărâmuri constau în multe peșteri și castele gotice și medievale cu o temă diavolească și satanică, relativ similare cu cele din Doom. Acestea sunt inspirate de fantezie întunecată, în special cea a lui H.P. Lovecraft, cel mai bun exemplu fiind ultimul boss al jocului, numit Shub-Niggurath, iar boss-ul de sfârșit din primul episod se numeste Chthon, deși este puțină asemănare între perpetuarea jocului și descripția literară. Inițial, jocul trebuia să conțină mai mulți bossi Lovecraft-ieni, dar acest concept a fost abandonat datorită timpului scurt. Este de discutat dacă cele patru dimensiuni conduse de Shub-Niggurath sunt cu adevărat iadul spiritual sau dacă doar sunt alte tărâmuri fizice, cu temă diavolească folosită doar pentru un efect horror.

## Gameplay
Gameplay-ul este relativ similar cu cel al lui Doom, jucătorul găsind arme din ce în ce mai mari pentru a lupta împotriva unor monștri din ce în ce mai mari. De asemeni, jucătorul trebuie să găsească diferite chei pentru a deschide diferite uși, care vor progresa nivelul.

## Inamici

### Monștri:
- Rottweiler
- Grunt
- Enforcer
- Knight
- Death Knight
- Rotfish
- Zombie
- Scrag
- Ogre
- Spawn
- Fiend
- Vore
- Shambler

### Bossi:
- Chthon
- Shub-Niggurath

## Arme
- Topor
- Pușcă
- Pușcă cu două țevi
- Mitralieră cu cuie
- Super-Mitralieră cu cuie
- Aruncător de grenade
- Lansator de rachete
- Armă cu fulger

## Motorul Grafic
Motorul grafic al jocului, Quake Engine, a fost foarte revoluționar pe vremea aceea. Acesta a introdus redare 3D adevărată, iar acum este sub licență GPL.
Imediat după ce a fost lansat jocul, motorul grafic a fost pus la vânzare, iar astfel, a fost folosit de alte firme, pentru jocurile lor, precum Hexen 2 și Half-Life. Quake Engine folosea, ca și Doom, Binary space partitioning (BSP). De asemeni, folosea Gouraud shading pentru obiecte mobile, și un lightmap static pentru obiecte stabile.
Quake Engine a fost în majoritate programat de catre John Carmack, cu ajutor de la Michael Abrash în algoritmi și optimizare assembly. A fost mai târziu upgradat la motoarele grafice Quake II și Quake III Arena.